# 로마 1구
로마의 1구 (Municipio I, 제1무니치피오)는 로마의 행정 구역 중 하나로, 로마의 중심부에 해당된다.
2001년 1월 19일 로마 시의회 의결을 통해 처음 신설되었으며, 그 때부터 로마 시장 선거와 더불어 구청장이 선출되고 있다.
2013년 3월 11일 구 경계가 수정되면서 이번에 폐지된 로마 17구 일부 지역을 편입해 영역이 늘어났다. 예로부터 로마의 영역에 해당되었던 리오네 전 22구가 1구에 속하게 되었으며, 옛 17구 소속이었던 델레비토리에 (Delle Vittorie)와 에로이 (Eroi)도 편입되었다.

## 지리
1구는 로마의 중심부를 차지하고 있다. 로마의 전통적인 경계인 아우렐리아누스 방벽과 야니쿨룸 방벽을 경계로 하고 테베레강이 흐르는 로마 역사지구로서 유네스코 세계 문화 유산으로 지정된 지역이 바로 1구다. 19세기 말~20세기 초에 개발된 바티칸 언덕과 마리오산 사이 지역 (프라티, 트리온팔레, 델라비토리아)도 1구에 속해 있다.
1구의 고원지대로는 고대부터 이어져 오고 있는 로마의 일곱 언덕 (팔라티노, 아벤티노, 캄피돌리오, 퀴리날레, 비미날레, 에스퀼리노, 첼리오)은 물론 쟈니콜로와 핀초, 인공적으로 조성된 테스타치오산과 지오다노산이 있다. 섬으로는 테베레강을 따라 테베레섬이 있다.

## 역사
로마의 옛 중심부를 바탕으로 만들어진 행정구역이기 때문에 1구의 역사는 곧 로마의 역사와 다름이 없으며, 고대 로마에서부터 이탈리아 건국까지 중요한 역사의 심장부로 이어져 왔다.
1구에 속해 있는 박물관과 전시관은 총 103개에 달하며, 그 중 70개는 시립, 33개는 국립 박물관이다. 비토리아 에마누엘레 2세 기념관, 카피톨리노 박물관, 퀴리날레궁, 에스포시치오니궁, 로마 국립 박물관 등이 이곳에 속해 있다.

## 하위 구역
1구는 총 11개 구역 (개편 전: 1구 8구역, 17구 3구역)로 나뉘며 그 현황은 2020년 12월 31일 기준으로 다음과 같다.
| 로마 1구 I            | 로마 1구 I        | 로마 1구 I | 로마 1구 I | 로마 1구 I                                         |
| --------------------- | ----------------- | ---------- | ---------- | -------------------------------------------------- |
| 구역명                | 원어명            | 면적       | 인구       | Mappa delle zone urbanistiche del Municipio Roma I |
| 1A 첸트로스토리코     | Centro Storico    | 3.19km²    | 23,693명   | Mappa delle zone urbanistiche del Municipio Roma I |
| 1B 트라스테베레       | Trastevere        | 1.81km²    | 13,447명   | Mappa delle zone urbanistiche del Municipio Roma I |
| 1C 아벤티노           | Aventino          | 1.56km²    | 8,251명    | Mappa delle zone urbanistiche del Municipio Roma I |
| 1D 테스타초           | Testaccio         | 0.65km²    | 7,671명    | Mappa delle zone urbanistiche del Municipio Roma I |
| 1E 에스퀼리노         | Esquilino         | 3.09km²    | 33,017명   | Mappa delle zone urbanistiche del Municipio Roma I |
| 1F 벤티세템브레       | XX Settembre      | 1.4km²     | 8,796명    | Mappa delle zone urbanistiche del Municipio Roma I |
| 1G 첼리오             | Celio             | 0.68km²    | 3,857명    | Mappa delle zone urbanistiche del Municipio Roma I |
| 1X 초나아르케올로지카 | Zona archeologica | 1.91km²    | 763명      | Mappa delle zone urbanistiche del Municipio Roma I |
| 17A 프라티            | Prati             | 1.76km²    | 17,381명   | Mappa delle zone urbanistiche del Municipio Roma I |
| 17B 델라비토리아      | Della Vittoria    | 3.16km²    | 25,151명   | Mappa delle zone urbanistiche del Municipio Roma I |
| 17C 에로이            | Eroi              | 0.88km²    | 18,917명   | Mappa delle zone urbanistiche del Municipio Roma I |
| (구역 미소속)         |                   | –          | 4,491명    | Mappa delle zone urbanistiche del Municipio Roma I |
| 총합                  |                   | 20.09km²   | 165,435명  | Mappa delle zone urbanistiche del Municipio Roma I |

## 정치

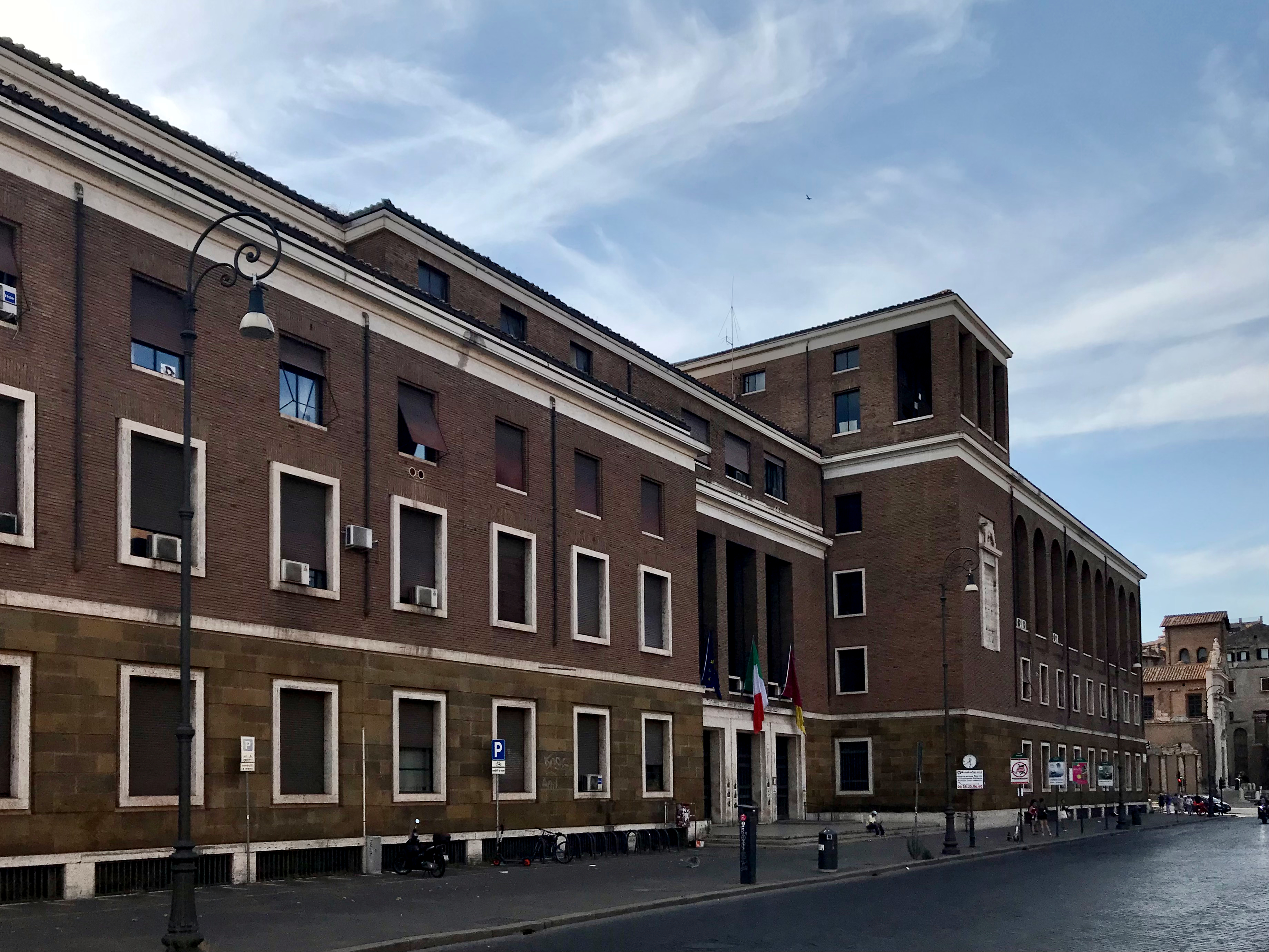
비아 페트로셀리에 위치한 1구의 구청사.

로마의 각 무니치피오 대표, 즉 구청장은 구민들이 직접 선출한다. 구의회는 5년마다 선거가 치러지며 구청장 직접선거와 더불어 후보 정당연합 간접선거가 혼재되어 있다. 50% 이상의 득표율을 얻은 후보가 없으면 상위 두 후보를 추려 2주 뒤에 2차 투표를 거친다.
가장 최근의 선거는 2021년 10월 3일~17일 선거로 선거 결과는 다음과 같다.
| 후보자 | 후보자                   | 정당     | 득표   | %      | 2차득표 | %        |
| ------ | ------------------------ | -------- | ------ | ------ | ------- | -------- |
|        | 로렌자 보나코르시        | 민주당   | 26,188 | 40.06  | 38,417  | 65.92    |
|        | 로렌초 마리아 산토노시토 | 형제당   | 17,893 | 27.37  | 19,857  | 8월 34일 |
|        | 주세페 로베파로          | 행동당   | 13,726 | 21.00  |         |          |
|        | 페데리카 페스타          | 오성운동 | 5,198  | 7.95   |         |          |
|        | 기타                     |          | 2,359  | 3.61   |         |          |
| 총합   | 총합                     | 총합     | 65,364 | 100.00 | 58,264  | 100.00   |

구의회의 의석 구성은 다음과 같다.
| 임기 | 여당        | 야당                                   | 총 의석수 | 구청장 |                                                 |      |                          |
| ---- | ----------- | -------------------------------------- | --------- | ------ | ----------------------------------------------- | ---- | ------------------------ |
| 임기 | 2021~2026년 | 민주당 10석 이탈리아 좌파 1석 기타 4석 | 총 의석수 | 구청장 | 형제당 4석 행동당 3석 북부동맹 1석 오성운동 1석 | 24석 | 로렌차 보나코르시 (민주) |

다음은 2001년 구 설치 이래 역대 구청장이다.
| 구청장 | 구청장            | 정당 | 연합     | 임기      |
| ------ | ----------------- | ---- | -------- | --------- |
|        | 주세페 로베파로   | DL   | 중도좌파 | 2001–2008 |
|        | 올랜도 코르세티   | 민주 | 중도좌파 | 2008–2013 |
|        | 사브리나 알폰시   | 민주 | 중도좌파 | 2013–2021 |
|        | 로렌차 보나코르시 | 민주 | 중도좌파 | 2021~     |

## 교통
1구에는 지하철 A선과 B선의 중앙 구간 (로마 테르미니 환승역)과 지역철도인 로마-리도 선, 로마 북선, 로마-자르디네티선의 종점이 모인다. 1구에 위치한 로마 지하철 역은 다음과 같다.
- 치프로, 오타비아노, 레판토, 플라미니오, 스파냐, 바르베리니, 레푸블리카, 테르미니, 비토리오 에마누엘레, 만초니, 산 조반니
- 카스트로 프레토리오, 테르미니, 카보우르, 콜로세오, 치르코 마시모, 피라미데
- 산 조반니

지하철 외에도 여러 시내버스 노선, 트롤리버스 노선, 트램 노선 (자니콜렌세 방면 8호선, 비아 프레네스티나 방면 5호선,14호선)이 지나며, 일반 철도역도 여러 곳이 있다.
1구에는 로마의 중앙 철도역인 로마 테르미니역이 있어 로마-나폴리 고속선을 비롯한 지역간, 국가간 철도노선이 정차하고 있다. 제2역으로 로마 오스티엔세역이 있으며, 로마 트라스테베레역, 로마 산 피에트로역도 이곳에 있다.
로마 테르미니역은 피우미치노 공항과 연결되는 직통 철도 레오나르도 익스프레스가 운행되고 있으며, 피우미치노 공항과 치암피노 공항으로 가는 버스 노선도 여러 가지가 있다.